# Mannville (Alberta)
Pour les articles homonymes, voir Manville.
Mannville est un village (village) du Comté de Minburn No 27, situé dans la province canadienne d'Alberta.

## Démographie
En tant que localité désignée dans le recensement de 2011, Mannville a une population de 803 habitants dans 355 de ses 382 logements, soit une variation de 2.7% avec la population de 2006. Avec une superficie de 2,149 2 km2, village possède une densité de population de 373,627 4 hab/km2 en 2011.
Concernant le recensement de 2006, Mannville abritait 782 habitants dans 351 de ses 388 logements. Avec une superficie de 2,149 2 km2, village possédait une densité de population de 363,9 hab/km2 en 2006.
| 2001 | 2006 | 2011 | 2016 |
| ---- | ---- | ---- | ---- |
| 722  | 782  | 803  | 828  |